# Tecution planum
Tecution planum là một loài nhện trong họ Miturgidae.
Loài này thuộc chi Tecution. Tecution planum được Octavius Pickard-Cambridge miêu tả năm 1873.